# Kołowa Kazalnica
Kołowa Kazalnica (słow. Kolová stráž, Malá Kolová veža) – wybitna formacja skalna znajdująca się w dolnej części Kołowej Grani w słowackich Tatrach Wysokich. Nie jest samodzielną turnią, ale charakterystycznym elementem północnej grani Małej Kołowej Turni, od którego wierzchołka oddzielona jest Kołowym Karbikiem. Kulminacją szczytową Kołowej Kazalnicy jest krótki, płaski odcinek grani, położony pod jednym z uskoków wyróżniających się w niej. Kołowy Karbik znajduje się kilka metrów poniżej Kołowej Kazalnicy.
Grań, w której położona jest formacja, oddziela od siebie dwie odnogi Doliny Kołowej: Bździochową Kotlinę po stronie zachodniej i Bździochowe Korycisko po stronie wschodniej. W wierzchołku Kołowej Kazalnicy grań rozdziela się na dwa urwiste filary: północny i północno-zachodni, pomiędzy którymi wznosi się północna ściana Kołowej Kazalnicy, będąca zarazem północną ścianą Małej Kołowej Turni. Ta trójkątna ściana ma ok. 150 m wysokości i opada w stronę Kołowego Stawu.
Na Kołową Kazalnicę, podobnie jak na inne obiekty w Kołowej Grani, nie prowadzą żadne znakowane szlaki turystyczne. Najdogodniejsza droga dla taterników wiedzie od północnego wschodu z Bździochowego Koryciska. W północnej ścianie poprowadzono kilka co najmniej bardzo trudnych dróg (IV–V w skali UIAA).
Pierwszego wejścia na Kołową Kazalnicę dokonali Alfréd Grósz i György Lingsch 26 sierpnia 1926 r.